# A Fire Inside EP
A Fire Inside es un EP lanzado por la banda AFI en 1998. Fue el primer disco de AFI lanzado que tiene a Hunter Burgan como miembro permanente, y también el último lanzamiento presentando al guitarrista Mark Stopholese.

## Lista de canciones
1. «3 ½"» – 2:22
2. «Over Exposure» – 2:03
3. «The Hanging Garden» – 4:21 (The Cure cover)
4. «Demonomania» – 0:46 (The Misfits cover)

## Créditos
- Grabado en: The Art Of Ears, Hayward, CA
- Grabado por: The Recording Ninja Andy Earnst
- Producido por: AFI
- Mezclado por: Andy Earnst
- Fotografía: Joe Brook
- Diseño y Maqueta: Luke Ogden, Tedd Francis, Jim Thieband, y Jamie 'my dog's a freak' Reilly
- Rediseño: John Joh
- Masterizado en: Oceanview Digital Mastering